# Princess Royal
Princess Royal er britisk titel, der blev oprettet i 1642 og genindført i 1727. Titlen er blevet tildelt syv døtre af konger eller regerende dronninger.
Titlen gives på livstid til den ældste datter. Der er kun én Princess Royal ad gangen, derfor kan døtre af nye konger først få titlen, når den bliver ledig. Da titlen blev genindført i 1727, måtte kongen dog vælge mellem sin søster og sin datter. Det er aldrig sket, at en Princess Royal er blevet britisk dronning. 

## Oprindelse
I Frankrig havde kongens ældste levende datter titlen Madame Royale. I Skotland og England blev kongens ældste datter tituleret lady eller prinsesse. Før 1714 var yngre britiske kongedøtre ikke prinsesser. 
Den franskfødte dronning Henriette Marie ønskede titlen Madame Royale indført i Storbritannien. I 1642 udnævnte kong Karl 1. af England kongeparrets elveårige datter til Princess Royal. 
Efter at den første indehaver af titlen var død, gik der et par generationer, før titlen blev genindført. I mellemtiden havde Huset Hannover afløst Huset Stuart på den britiske trone. 

## Indehavere af titlen
I løbet af 12 generationer et titlen Princess Royal blevet tildelt syv ange. 
Hvis børnebørn af Anne af Danmark og Jakob 6. af Skotland er første generation,  ser listen over indehavere og mulige indehavere af titlen Princess Royal sådan ud: 
- 1. generation (1642-1660): Mary Henrietta blev Princess Royal i 1642. I 1647 blev hendes mand Vilhelm 2. af Oranien statholder i Holland, derved blev hun også prinsesse (fyrstinde) af Oranien, hun var mor til Vilhelm 3. af England og Oranien, hun var datter af Henriette Marie af Frankrig og Karl 1. af England. 
  - 2. generation (vakant): Maria 2. af England blev prinsesse af Oranien i 1677, mens hendes far (Jakob 2. af England) først blev konge i 1685, hun var gift med Vilhelm 3. af England og Oranien.
  - 3. generation (vakant): Sophie Dorothea blev dronning af Preussen halvandet år før hendes far (Georg 1. af Storbritannien) blev konge.
- 4. generation (1727-1759): Anne, Princess Royal og prinsesse af Oranien, blev prinsesse af Oranien, da hendes mand Vilhelm 4. af Nederlandene blev statholder i 1747, hun var datter af Georg 2. af Storbritannien, hun blev Princess Royal, mens hendes faster (dronning Sophie Dorothea af Preussen) stadig levede. 
  - 5. generation (vakant): Augusta Friederike Luise af Hannovers far (Frederik Ludvig af Wales) blev aldrig konge. Augusta blev hertuginde af Braunschweig-Wolfenbüttel .
- 6. generation (1789-1828): Charlotte Augusta Matilda, Princess Royal, blev dronning af Württemberg i 1806, hun var datter af Georg 3. af Storbritannien.
  - 7. generation (vakant): Victoria af Storbritanniens far (prins Edward, hertug af Kent og Strathearn) blev aldrig konge.
- 8. generation (1841-1901): Victoria, Princess Royal, hun var tysk kejserinde 9. marts-15. juni 1888 og britisk tronarving 1840-1842, hun var datter af Victoria af Storbritannien.
- 9. generation (1905-1931): Louise, Princess Royal, datter af Alexandra af Danmark og Edward 7. af Storbritannien, gift med Alexander Duff, hertug af Fife.
- 10. generation (1932-1965): Mary, Princess Royal og grevinde af Harewood , datter af Georg 5. af Storbritannien.
  - 11. generation (vakant): Mary af Harewood levede, da Elizabeth 2. af Storbritannien var tronfølger (kongens ældste barn).
- 12. generation: (1987-nu): Anne, Princess Royal, datter af Elizabeth 2. af Storbritannien.